# Mississippi Queen
Mississippi Queen — настільна гра в німецькому стилі, видана Goldsieber Spiele у 1997 році, що симулює перегони колісних пароплавів вниз по річці Міссісіпі у 1871 році. Гра також була видана англійською мовою компанією Rio Grande Games та отримала кілька нагород, зокрема премію Spiel des Jahres.

## Опис
Mississippi Queen — це гра для 3–5 гравців, де кожен з них керує колісним пароплавом у гонці до Нового Орлеана.

### Компоненти
- П’ять пластикових пароплавів з червоним колісним лічильником швидкості та чорним колісним лічильником вугілля.
- 12 річкових плиток у формі шестикутників (одна з яких — стартова плитка).
- 16 жетонів пасажирів.
- 1 спеціальний кубик (прямо, поворот наліво, поворот направо).
- Правила гри на 11 сторінок.

### Підготовка до гри
Кожен гравець отримує пароплав, який розміщується на стартовій плитці (пароплав наймолодшого гравця ставиться на позицію №1, далі по колу за годинниковою стрілкою). Початкова швидкість всіх пароплавів встановлюється на 1, а запас вугілля — на 6. Початкова плитка річки розміщується в центрі столу, а інші 11 плиток перемішуються та кладуться вниз зображенням.

### Ігровий процес

#### Рух
Червоне колесо на кожному пароплаві вказує його поточну швидкість, яка починається з 1, що відповідає швидкості течії Міссісіпі. На початку свого ходу гравець може безкоштовно збільшити або зменшити швидкість на 1. Також гравець може прискоритись або сповільнитись більше ніж на 1, але за кожне збільшення або зменшення на 1 понад безкоштовне потрібно заплатити 1 вугілля. Наприклад, збільшення швидкості з 1 до 2 є безкоштовним, а збільшення з 1 до 3 коштуватиме 1 вугілля. Після вибору швидкості, пароплав повинен пересунутися на відповідну кількість шестикутників. Обрана швидкість зберігається на наступний хід.
Для маневрування на річкових поворотах перший поворот на 60 градусів (1 грань шестикутника) є безкоштовним. Кожен додатковий поворот на 60 градусів коштує 1 вугілля.

#### Підбір пасажирів
У певних точках вздовж річки пасажири чекатимуть на підбір. Пароплав повинен сповільнитися до швидкості 1, щоб підібрати пасажира.

#### Нові плитки річки
Коли пароплав досягає останнього шестикутника плитки річки, гравець перевертає наступну плитку і кидає спеціальний кубик, який вказує, чи плитка річки повертає наліво, направо чи продовжує йти прямо. Після встановлення нової плитки активний гравець продовжує свій хід.

#### Таран
Пароплав, що наближається ззаду, може врізатися у інший пароплав (або ряд пароплавів). Таранний пароплав втрачає 1 одиницю руху за кожен пароплав, який був уражений. Кожен уражений пароплав переміщується на сусідній водний шестикутник, що може створити труднощі для його власника у наступному ході.

#### Посадка на мілину
Якщо у пароплава закінчилося вугілля, і він не може ані сповільнитися, ані здійснити поворот, щоб уникнути посадки на мілину або зіткнення з берегом, то гравець вибуває з гри.

### Умови перемоги
Переможцем стає перший пароплав, який безпечно заходить у порт у кінці річки зі швидкістю 1 і з двома пасажирами на борту. Наявність залишків вугілля не є обов'язковою для перемоги.

## Історія публікацій
Mississippi Queen була створена незалежним німецьким дизайнером ігор Вернером Годелем і видана компанією Goldsieber Spiele у 1997 році з ілюстраціями Франца Вовінкеля. Rio Grande Games випустила англійську версію для північноамериканського ринку наступного року. Це був перший і єдиний великий успіх Годеля у дизайні ігор.
Goldsieber випустила продовження гри у 1998 році під назвою Чорна троянда, у якому додався шостий пароплав та нові плитки річки з небезпечними ділянками і депо вугілля.
У 2019 році французький видавець Super Meeple перевидав як базову гру, так і доповнення в одному комплекті.
У своїй книзі Єврогейми: Дизайн, культура і гра сучасних європейських настільних ігор Стюарт Вудс зазначив, що наприкінці 1990-х років Mississippi Queen та інші німецькі настільні ігри, які отримали нагороди, «продовжували розширювати межі ігрових систем та механік», пожвавлюючи дизайн настільних ігор у Європі та надаючи нового поштовху ринку настільних ігор у Північній Америці.

## Відгуки
Оглядач другого тому онлайн-журналу Pyramid зазначив: «Гра заснована на перегонах пароплавів кінця 1800-х років, є швидкою і простою для вивчення грою для всієї родини. І це не погано».
Через 25 років після публікації Йохен Кортс назвав Mississippi Queen «грою, яка одразу доступна для випадкових гравців і яку можна швидко опанувати у колі сім'ї як для молодих, так і для дорослих». Він зазначив, що гра добре збалансована між навичками та вдачею, коментуючи: «Хитрі маневри керування і тактична майстерність визначають боротьбу за лідерство, але той факт, що наступна ділянка річки і її орієнтація визначається кидком кубика, додає елемент випадковості».

## Нагороди
- Spiel des Jahres 1997. Журі відзначило тему гри, а також поєднання удачі та тактики, але розкритикувало деякі компоненти за складність у збиранні.[4]
- Hippodice Autorennettbewerb 1997.[2]